# Haflong
Haflong là một thị xã và là nơi đặt ủy ban khu vực thị xã (town area committee) của quận North Cachar Hills thuộc bang Assam, Ấn Độ.

## Địa lý
Haflong có vị trí 25°11′B 93°02′Đ / 25,18°B 93,03°Đ Nó có độ cao trung bình là 513 mét (1683 feet).

## Nhân khẩu
Theo điều tra dân số năm 2001 của Ấn Độ, Haflong có dân số 35.906 người. Phái nam chiếm 55% tổng số dân và phái nữ chiếm 45%. Haflong có tỷ lệ 80% biết đọc biết viết, cao hơn tỷ lệ trung bình toàn quốc là 59,5%: tỷ lệ cho phái nam là 85%, và tỷ lệ cho phái nữ là 75%. Tại Haflong, 12% dân số nhỏ hơn 6 tuổi.